# Por qué no te callas...?
Por qué no te callas? fue un programa de concursos televisivo argentino. El nombre del programa tiene origen en la frase dicha por el Rey de España, Juan Carlos I al Presidente de Venezuela Hugo Chávez en la XVII Cumbre Iberoamericana. El programa debutó el jueves 5 de diciembre de 2007 en la cadena televisiva argentina Telefe, bajo la conducción de Mariano Peluffo. El presentador, así como la escenografía y buena parte de los panelistas, provienen de ediciones locales previas del reality show Gran Hermano.
En el programa participan dos parejas, y el objetivo es el de vencer a la otra pareja y obtener la mayor cantidad de premios y dinero.
La competencia tiene cuatro etapas:
- Primero los participantes deben responder una serie de preguntas sobre su pareja;
- En segundo lugar se realiza el Juego de las Coincidencias;
- En tercer lugar los jugadores son sometidos al "voicegraph", un dispositivo electrónico que mide el grado de estrés de la voz, mediante preguntas incómodas. Si las respuestas son "honestas", el dispositivo debe mostrar un color verde, pero si no lo son, mostrará un color rojo.
- Finalmente el equipo que suma más puntos tiene la posibilidad de jugar a "La cabina loca". El juego consiste en que uno de los participantes ingresa a una cabina, sin posibilidad de oír ya que se le colocan auriculares, a la vez que se oye música en alto volumen. Mariano Peluffo entonces le realiza preguntas sobre diez ítems con premios, que deben ser contestados por "si" o por "no", para ganar los premios. Entre esos diez ítems hay una pregunta llamada Guacha (localismo para "malvada"), que puede llevar a perder todo lo ganado hasta ese momento y reemplazarlo con algún objeto de mínimo valor.

A este programa se le han hecho varios cambios, esto consiste en que los cinco panelistas hacen un monólogo sobre un determinado tema, también incluye visitas de actores de Telefe que cuentan sobre sus determinados programas en el canal.

## Panelistas
También hay un grupo de debatistas que son:
- Jorge Dorio
- Marisa Brel
- Augusto Tartúfoli
- David Rottenberg
- Lola Cordero